# Боррелли, Валентина
Валентина Боррелли (итал. Valentina Borrelli; р. 30 октября 1978, Милан, Италия) — итальянская волейболистка. Нападающая-доигровщица. Чемпионка мира 2002.

## Биография
Валентина Борелли начала заниматься волейболом в Милане. В 14-летнем возрасте дебютировала в местной команде «Про Патрия» в серии В2 чемпионата Италии. В 1995 перешла в команду города Числаго, выступавшей в ведущем дивизионе итальянского волейбольного первенства — серии А1. В 1996—1997 была игроком молодёжной сборной страны и в её составе выиграла «золото» чемпионата Европы и «серебро» чемпионата мира. С 1999 на протяжении четырёх сезонов выступала за «Спеццано». В этот же период (2002—2003) входила в национальную сборную Италии, с которой в 2002 году стала чемпионкой мира, а в 2003 приняла участие в Гран-при и чемпионате Европы.
В отличие от сборных, с клубами Боррелли ни разу не становилась призёром каких либо национальных и международных соревнований. В конце своей спортивной карьеры играла за «Ребекки» из Пьяченцы, которой помогла выйти и закрепиться в серии А1, а в 2011 завершила выступления.

### Клубная карьера
- 1993—1995 —  «Про Катрия» (Милан);
- 1995—1997 —  «Числаго»;
- 1997—1998 —  «Манья Карта» (Рим);
- 1998—1999 —  «Виченца»;
- 1999—2003 —  «Спеццано»;
- 2003—2004 —  «Сассуоло»;
- 2004—2006 —  «Виченца»;
- 2006—2007 —  «Ламаро Аппальти» (Рим);
- 2007—2011 —  «Ребекки-Луппа»/«Ребекки-Нордмекканика» (Пьяченца).

## Достижения

### Со сборными Италии
- чемпионка мира 2002.
- бронзовый призёр Средиземноморских игр 2005.
- чемпионка Европы среди молодёжных команд 1996.
- серебряный призёр чемпионата мира среди молодёжных команд 1997.

## Награды
- Кавалер ордена «За заслуги перед Итальянской Республикой» (8 ноября 2002)[1].
- Золотая цепь «За спортивные заслуги» (11 ноября 2004).